# 弗賴爾斯波因特 (密西西比州)
弗賴爾斯波因特（英語：Friars Point）是位於美國密西西比州科荷馬縣的城鎮。

## 人口
根據2020年美國人口普查的數據，弗賴爾斯波因特的面積為2.91平方千米，當中陸地面積為2.85平方千米，而水域面積為0.06平方千米。當地共有人口896人，而人口密度為每平方千米308人。